# Токсикоз
Токсико́з, интоксика́ция (греч. τοξικός — ядовитый) — болезненное состояние, обусловленное действием на организм экзогенных токсинов (напр., микробных) или вредных веществ эндогенного происхождения (напр., при гестозе беременных, тиреотоксикозе). В отличие от слова отравление, слово интоксикация в русском языке имеет более узкий, профессиональный смысл, и описывает собственно явление, но не внешнее воздействие (сравните: «отравление Распутина»).

## Течение
Различают два периода в течении токсикоза:
- Первый период — период генерализованной реакции. Он имеет различные варианты течения: токсикоз с энцефалическим синдромом, токсическую энцефалопатию нейротоксикоз, кишечный токсикоз, токсикоз с обезвоживанием (токсикоз с интестинальным синдромом), токсикоз Кишша (гипермотильный токсикоз), молниеносную форму токсикоза, синдром Уотерхауса-Фридериксена (токсикоз с острой надпочечниковой недостаточностью).
- Второй период — период локализации патологического процесса — может быть охарактеризован следующими вариантами: синдромом Рея (токсикозом с печёночной недостаточностью), синдромом Гассера, гемолитико-уремическим синдромом (токсикозом с острой почечной недостаточностью) и токсикосептическим состоянием.

Во время генерализованной реакции в картине токсикоза доминируют неврологические расстройства, состояние «неестественного» сна чередуется с периодами возбуждения. С развитием коматозного состояния может возникать полная утрата сознания.
В сердечно-сосудистой системе будут преобладать нарушения периферического кровотока, «мраморность» кожи, тахикардия, громкие, хлопающие тоны сердца, снижение АД, диурез. Дисфункции желудочно-кишечного тракта при токсикозах проявляются рвотой, поносом, парезом кишечника, анорексией.
Поражение печени и почек при токсикозе характерно и постоянно. Непременными компонентами клинической картины токсикоза являются патология водно-электролитного обмена отклонения в кислотно-основном состоянии. Геморрагический синдром выражен в различной степени: от единичных петехий на коже и слизистых оболочках до профузного кровотечения, свидетельствующего о диссеминированном внутрисосудистом свёртывании.
Желудочно-кишечный тракт при токсикозе находится в состоянии кислотного поражения. Ярко выраженная рвота то и дело совершает позывы к уже пустому желудку, и он, не справляясь с избытком кислоты, подавляет функцию поджелудочной железы, а она угнетает выбросами желчный пузырь.

## Виды токсикоза
- Токсикоз с острой надпочечниковой недостаточностью (синдром Уотерхауса-Фридериксена): наиболее часто возникает при менингококкемии (менингококковом сепсисе). Первыми симптомами токсикоза является повышение температуры тела до 39—40 градусов по Цельсию, резко выраженной бледности кожи, состояния общего беспокойства. Цвет выступающих на коже пятен варьируется от розово-красного до тёмно-вишневого цвета. Сыпь в основном представлена множественными звёздными элементами, что на фоне синюшно-бледного цвета кожи создаёт так называемое «звёздное небо». В отдельных случаях на коже образуется полиморфная сыпь по типу экхимозов. Это состояние продолжается недолго, довольно быстро человек становится вялым, общее состояние ухудшается, сопровождается адинамией, заторможенностью, вялостью. Впоследствии развивается сопор, который может перейти в кому; нередки тонические судороги. Основная особенность этого вида токсикоза — ранняя декомпенсация кровообращения. Общая картина неутешительна — состояние тяжелейшего коллапса (тахикардия, нитевидный пульс, резко приглушённые тоны сердца, аритмия). Эти симптомы могут сопровождаться кровавой рвотой и тромбогеморрагическим синдромом (кровоизлияниями в местах инъекций). При этом виде токсикоза возможно непродолжительное (в течение короткого времени) расстройство дыхания (поверхностное, учащенное, аритмичное и впоследствии по типу Чейна-Стокса (токсическое).
- Токсикоз с печеночной недостаточностью (синдром Рейе). Токсикоз вирусной этиологии (энтеровирус, респираторный и т. д.). В основном поражает детей до достижения ими 3-х летнего возраста. На начальной фазе токсикоза заболевание протекает по типу ОРВИ, изолированной лихорадки или же желудочно-кишечной инфекции. Продромальный период составляет от 3 до 5 дней[1]. Сопутствующая токсикозу возбудимость или сонливость может протекать вместе с неукротимой и обильной рвотой фонтаном, тонус мышц повышен вплоть до церебрационной ригидности, возникают судороги. Затем нарастает неврологическая симптоматика — спутанное сознание, на свет реакция вялая, атаксия, тонические судороги, частое и глубокое дыхание. Кома развивается через несколько часов. Примечательно, что даже в разгар заболевания отсутствуют менингеальные симптомы. Тахикардия нарастает постепенно, тоны сердца глухие, границы сердца расширены. Желтухи как правило не бывает, однако печень плотная, увеличенная и болезненная. Геморрагический синдром пантогномоничен (места инъекций кровоточат, больного рвет кофейной гущей). Температура может варьироваться о нормальной до повышенной (39 градусов по Цельсию). Ликворное давление повышается, хотя состав цереброспинальной жидкости остается без изменений (определяется при люмбальной пункции).
- Гемолитико-уремический синдром (токсикоз с острой почечной недостаточностью). Этот вид токсикозов характеризуется целой триадой симптомов: острой почечной недостаточностью, острой приобретённой внутрисосудистой гемолитической анемией и тромбоцитопенией. Этот вид токсикоза возникает на фоне респираторно-вирусных инфекций, желудочно-вирусных инфекций и вакцинации. У больного появляется отечность в области губ, век и носа. Отечность сопровождается болями в животе, рвотой, поносом, желтушностью, олигурией. Преобладающими являются симптомы поражения почек — олигоанурия, гематурия, цилиндрурия. Геморрагический симптом развивается в виде носовых кровотечений и петехиальных кровоизлияний. В ходе течения заболевания происходят нарушения функций сердечно-сосудистой системы — приглушенность тонов, тахикардия, экстрасистолия, систолический шум над верхушкой сердца. Пониженное в начале АД постепенно повышается. Для больного крайне опасен переход олигоанурической стадии в полиурическую, так как при этом происходит нарастание симптомов обезвоживания и симптомов гастроэнтерита. При этом появляется одышка, может возникнуть пневмония. При клиническом анализе крови выявляют повышенный уровень билирубина, нормохромную анемию с микро и макроцитозом, ретикулоцитозом, лейкоцитозом с резким сдвигом до проциелоцитов, метоцитов и гемоцитобластов. Тромбоцитопения является важным диагностическим признаком. В крови увеличивается содержание мочевины, остаточного азота и креатина.
- Токсикозы беременных. Токсикоз беременных представляет собой комплекс патологических изменений в организме беременной женщины, которые проявляются в первой половине беременности на сроке до 13—16 недель. Одной из наиболее часто встречающихся форм проявления раннего токсикоза является рвота беременных. Это происходит из-за формирования так называемого «центра беременности», отвечающего за поведение и физиологические функции беременности. Появление этого центра влечет за собой сбой активности других центров — слюновыделительного, рвотного, сосудомоторного и т. д. Одним из факторов, которые провоцируют токсикоз являются патологии желудочно-кишечного тракта. У женщин с патологией желчного пузыря и поджелудочной железы токсикоз протекает тяжелее, чем у здоровых женщин[2]. По мере развития токсикоза у беременной женщины нарушается углеводный, жировой, водно-солевой и белковые обмены. Затем происходит истощение, уменьшение массы тела и нарастающая потеря жидкости. В некоторых случаях у женщины наблюдается истощение, уменьшение массы тела или значительные дистрофические изменения в печени, почках, легких, сердце, ЦНС. В превалирующем большинстве всех беременностей (порядка 90 %) у беременной женщины наблюдается как минимум кратковременная тошнота и рвота, которая продолжается до 13 недели беременности 1—2 раза в сутки. Такое проявление токсикоза не рассматривается как патология[3]. Рвоту подразделяют на три степени. При первой (легкой) степени рвоты общее состояние беременной женщины остается удовлетворительным, рвота не бывает чаще 5 раз в сутки. Обычно её провоцируют неприятные запахи или прием пищи. При второй степени (рвоте средней тяжести) общее состояние женщины начинает внушать опасения, так как рвота происходит до 10 раз в сутки, и за 1,5 недели женщина может потерять порядка 3 кг. Этому способствует учащенный (до 100 ударов в минуту) пульс, а в моче при исследовании может быть выявлен ацетон. Третья степень (чрезмерная рвота) протекает наиболее тяжело, общее состояние женщины ухудшается очень резко, количество рвоты может достигать до 25 раз за сутки. В самых тяжелых случаях рвоту провоцирует любая двигательная активность. На этой стадии пульс учащен до 120 ударов в минуту, температура тела повышена до 37,5 градусов по Цельсию. При исследовании мочи результаты показывают положительную реакцию на ацетон, повышенное содержание креатина, гипо- и диспротенеимию и гипербилирубинемию.
- Токсико-септическое состояние. Возникает при проникновении стафилококка через дыхательные энтеральные пути через кожу и мочевыделительную систему человека. Для этого состояния характерно вовлечение в патологический процесс многих органов и систем. Отмечается все нарастающее угнетение ЦНС, возможно развитие сопорозного состояния с последующей длительной астенизацией. Обычно кожа бледная, землисто-сероватого цвета, лимфатические узлы увеличены. Не обходится и без изменений в легких: возникает плеврит, начинается дыхательная недостаточность, могут формироваться полости.[4] Симптомы при поражении желудочно-кишечного тракта могут варьироваться вплоть до тяжелого язвенно-некротического геморрагического энтероколита. Расстройства метаболизма проявляются в виде гипоксии, дефицита кальция, и вододефицитного обезвоживания. Длительное обезвоживание приводит к общей дистрофии.

## Причины
У детей факторами риска возникновения токсикоза являются родовые травмы или наличие врождённых и наследственных заболеваний ЦНС, нарушения обмена веществ, предшествующие вакцинации, перенесённые инфекции и т. д.
Симптомы: головокружение, тошнота.

## Терапия при токсикозах и отравлениях
Токсикоз подразумевает комплексное лечение — оказание первой помощи, выведение из организма ядов, идентификация причин отравления и последующее введение специфических антидотов. Для лечения беременных женщин, как правило, назначают амбулаторное лечение с последующим контролем динамики массы тела. Что касается рвоты второй и третьей степени (средней и тяжелой) — то она требует лечения в стационаре. Врач диагностирует степень тяжести рвоты, руководствуясь результатами исследований: клинического и биохимического анализа крови, анализа мочи, ЭКГ и оценке общего состояния (пульс, жалобы и т. д.). Бороться с проявлениями раннего токсикоза необходимо комплексно. Лечение включается в себя препараты, которые воздействуют на ЦНС, нормализируют эндокринные и обменные нарушения, витамины и антигистаминные средства. Помимо назначенного лечения необходимо соблюдать лечебно-охранительный режим. Обычно сотрудники стационара стараются не помещать в одну палату двух женщин с этим заболеванием, так как у выздоравливающей женщины может возникнуть рецидив. Тяжелая рвота требует неотложной помощи. Показанием для прерывания беременности будут являться: тяжелое общее состояние, неэффективность лечения в ближайшие 6—12 часов, развитие острой жёлтой дистрофии печени, развитие ОПН.
Комплекс методов для лечения отравлений включает следующие:
- оказание первой помощи, реанимация, при возможности — немедленное выведение яда из организма, точная идентификация причины отравления, введение специфических антидотов;
- реабилитация